# Kopanina (Sieradz)
Pour les articles homonymes, voir Kopanina.
Kopanina est une localité polonaise de la gmina de Burzenin, située dans le powiat de Sieradz en voïvodie de Łódź.